# 랜디 루이스 (레슬링 선수)
랜들 스콧 "랜디" 루이스(영어: Randall Scott "Randy" Lewis, 1959년 6월 7일~)는 미국의 레슬링 선수로 1984년 하계 올림픽 자유형 페더급에서 금메달을 획득했다.